# ستار كرافت 2: ليغاسي أوف ذا فويد
ستار كرافت 2: ليغاسي أوف ذا فويد (بالإنجليزية: StarCraft II: Legacy of the Void)‏ هي لعبة فيديو أكشن خيال علمي تم إنتاجها في سنة 2015 وهي واحدة من سلسلة ألعاب ستار كرافت وهي من تطوير شركة بليزارد إنترتينمنت.